# Bataclan
Bataclan, la origine numit Ba-Ta-Clan, este o sală de spectacole pariziană construită de arhitectul Charles Duval în 1864 și situată pe bulevardul Voltaire nr. 50, în al 11-lea arondisment. Numele este o referință la Ba-ta-clan, operetă de Offenbach. Clădirea este declarată monument istoric din 11 martie 1991.
Pe 13 noiembrie 2015 a fost scena unui atac terorist revendicat de organizația Statul islamic.

## Istoric

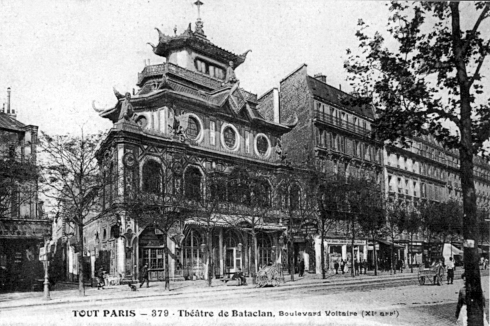
Bataclan cca. 1900, cu acoperișul în formă de pagodă.

Bataclan era la început un mare café-concert cu o arhitectură chineză, cu cafeneaua și teatrul la parter și o mare sală de dans la primul etaj. Se jucau vodeviluri de Scribe, Bayard, Mélesville, sau Dumersan, și aveau loc și concerte.
Stabilimentul, deschis pe 3 februarie 1865, este cumpărat aproape imediat de André-Martin Pâris. În timpul războiului din 1870, sălile de biliard sunt folosite ca "ambulanțe". În 1881, francezul Bigot inventează bigofonul pentru comediantul Bienfait, care cântă « Méli-Mélo » la Ba-Ta-Clan. Acest instrument muzical va cunoaște timp de peste cincizeci de ani o imensă celebritate în Franța și Belgia și sute de societăți bigofonice vor apărea. La Ba-Ta-Clan, primul spectacol de revistă e prezentat în 1883, iar opereta doi ani mai târziu. Cântărețul Paulus cumpără sala în 1892. Harry Fragson, Aristide Bruant și chiar Buffalo Bill dau reprezentații aici. În 1897, cumpărat de Max Dorfeuil, îi găzduiește pe Dranem și Félix Mayol.
În anii următori, sala are un succes variabil, pe măsură ce proprietarii se schimbă, cunoscând din nou succesul după 1910, mulțumită unei restaurări și a unui program de revistă pus în scenă în special de José de Bérys (Maurice Chevalier are primul său succes aici). Mulțumită acestui succes, trupa de la Bataclan se lansează în mari turnee în America de Sud ce se dovedesc catastrofale din punct de vedere financiar.
În 1926, sala este revândută și transformată în cinema. Ea devine teatru în anul următor, apoi din nou cinema, în 1932. În 1933 este victima unui incendiu care distruge o parte din balcoane. Construcția originală este distrusă parțial în 1950 pentru a putea fi adaptată noilor norme de siguranță.  În 1969, cinematograful se închide.
Bataclan redevine sală de spectacole în 1983, grație scenografului André Engel. Mai degrabă Rock 'n' Roll, va deveni un loc important pe scena post-punk  a Parisului. Fațada a fost revopsită în 2006 în culorile originale, deși acoperișul pagodă nu mai există.
Bataclan este condus din 2004 de Jules Frutos și Olivier Poubelle. Se distinge astăzi printr-o activitate diversă ce cuprinde spectacole, cafe-teatru, discotecă, dar mai ales concerte. Pe la Bataclan au trecut (ca spectatori sau artiști) mari nume ale muzici, cântecului și comediei: de la Velvet Underground la Stromae, trecând prin Stray Cats, The Police, Prince sau Cure.
În septembrie 2015, Bataclan e achiziționat de Lagardère Unlimited Live Entertainment, filială a grupului Lagardère SCA, condus de Arnaud Lagardère.

### Înregistrări notabile făcute aici:
- Bataclan, album de Malavoi 1998
- Bataclan!, album de Mathieu Lussier Catherine Perrin Denis Plante
- Bataclan (single),  de Prince
- Live la Bataclan, Jane Birkin 2006
- Live la Bataclan, EP live de Jeff Buckley
- Le Bataclan '72, album al membrilor Velvet Underground

## Amenințări
În 2007 și 2008, Bataclan ar fi fost amenințat de grupuri antisioniste, din cauza conferințelor și galelor organizate acolo de organizațiile evreiești precum Migdal, în favoarea Poliției de frontieră israeliene (Magav), în special în timpul unei ofensive a armatei israeliene în Gaza. Potrivit ziarului Figaro, Khaled Moustafa, considerat de Egipteni ca șeful Al-Qaïda în Palestina, ar fi declarat în 2011 că „exista un proiect de atentat împotriva Bataclan” deoarece, potrivit prietenei sale fronco-albaneze Dodi Hoxha, „proprietarii [Bataclan] sunt evrei”.

## Atacul terorist din 13 noiembrie 2015

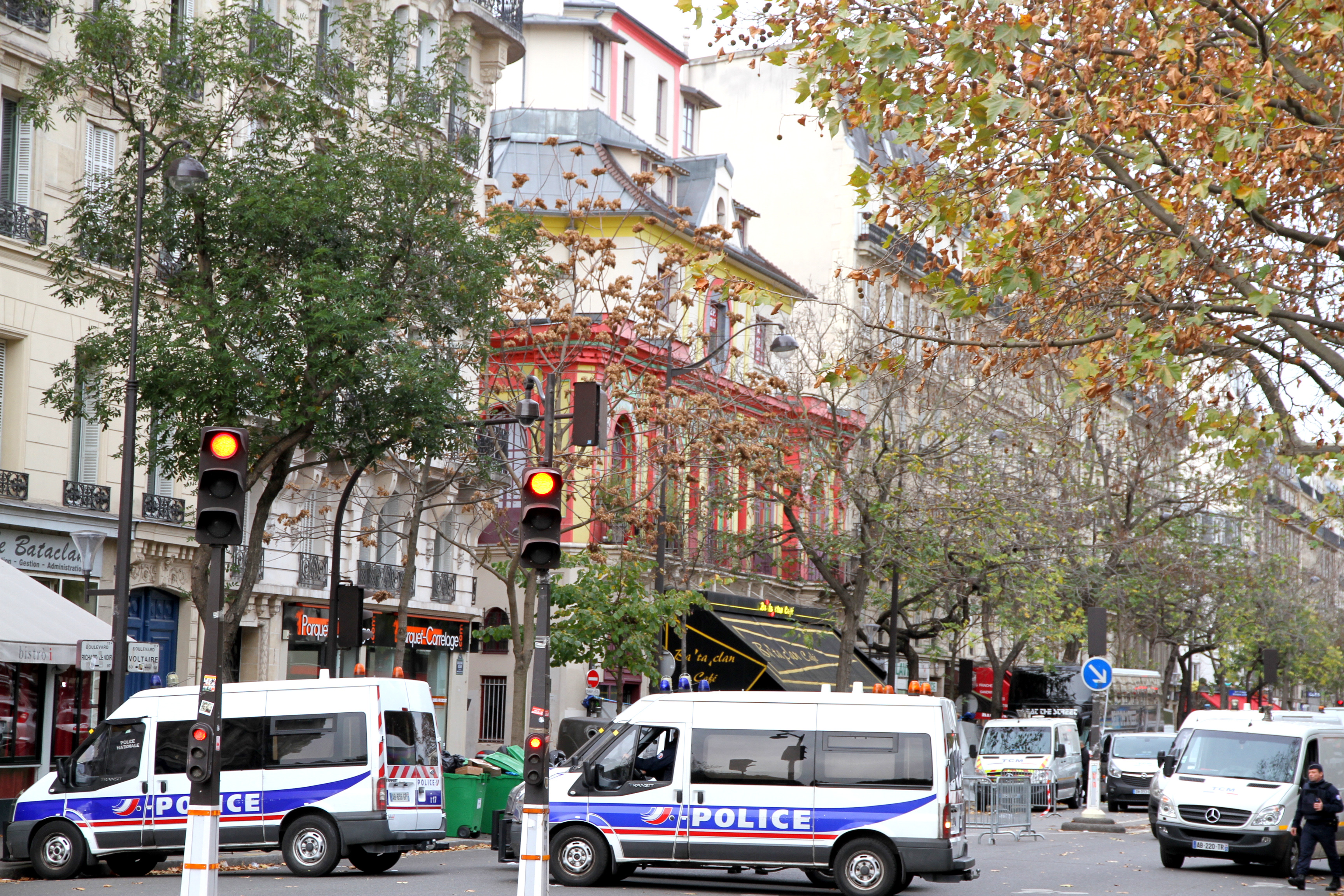
Dube de poliție în fața sălii Bataclan, a doua zi după atacurile teroriste.

Pe 13 noiembrie 2015, în timpul unui concert al trupei Eagles of Death Metal și simultan cu alte atentate din Île-de-France, patru teroriști pătrund în sală și trag în mulțimea compusă din peroanele din fosă, făcând în total 89 de morți și mai mult de 100 de răniți.

### Revendicări
Martorii atacului au povestit că atacatorii au menționat acțiunile militare ale Franței în Irak și Siria pentru a-și justifica acțiunile. 
În comunicatul prin care revendica atacurile, organizația Statul islamic (SI) amintește explicit de Bataclan „unde erau adunați zeci de idolatri într-o sărbătoare a  perversității” Folosirea instrumentelor muzicale este interzisă de SI.
De altfel, Bataclan este considerată ca atracția principală a unui cartier parizian „totodată burghez, progresist și cosmopolit” caracterizat de „o eterogenitate socială și etnică ce a dispărut din multe alte arondismente”  Grupul american Eagles of Death Metal, ce cânta în ziua atentatelor, atrăsese un public foarte divers.